# 1733 Silke
1733 Silke è un asteroide della fascia principale. Scoperto nel 1938, presenta un'orbita caratterizzata da un semiasse maggiore pari a 2,1935896 UA e da un'eccentricità di 0,0833139, inclinata di 4,42895° rispetto all'eclittica.
L'asteroide è dedicato a Silke Neckel, nipote dello scopritore.